# Ribeira Grande
Ribeira Grande er en kapverdisk kommune og by på øen Santo Antão, som er en del af øgruppen Barlavento. Kommunen blev oprettet i 1990, da øen blev inddelt i tre kommuner.

## Befolkningsudvikling (for byen)
| År                            | Befolkning |
| ----------------------------- | ---------- |
| 1990 (23. juni, folketælling) | 2550       |
| 2005 (1. januar, anslag)      | 2822       |

17°11′N 25°04′V / 17.183°N 25.067°V
|  | Infoboks uden skabelon Denne artikel har en infoboks dannet af en tabel eller tilsvarende. |